# Afasia nominal

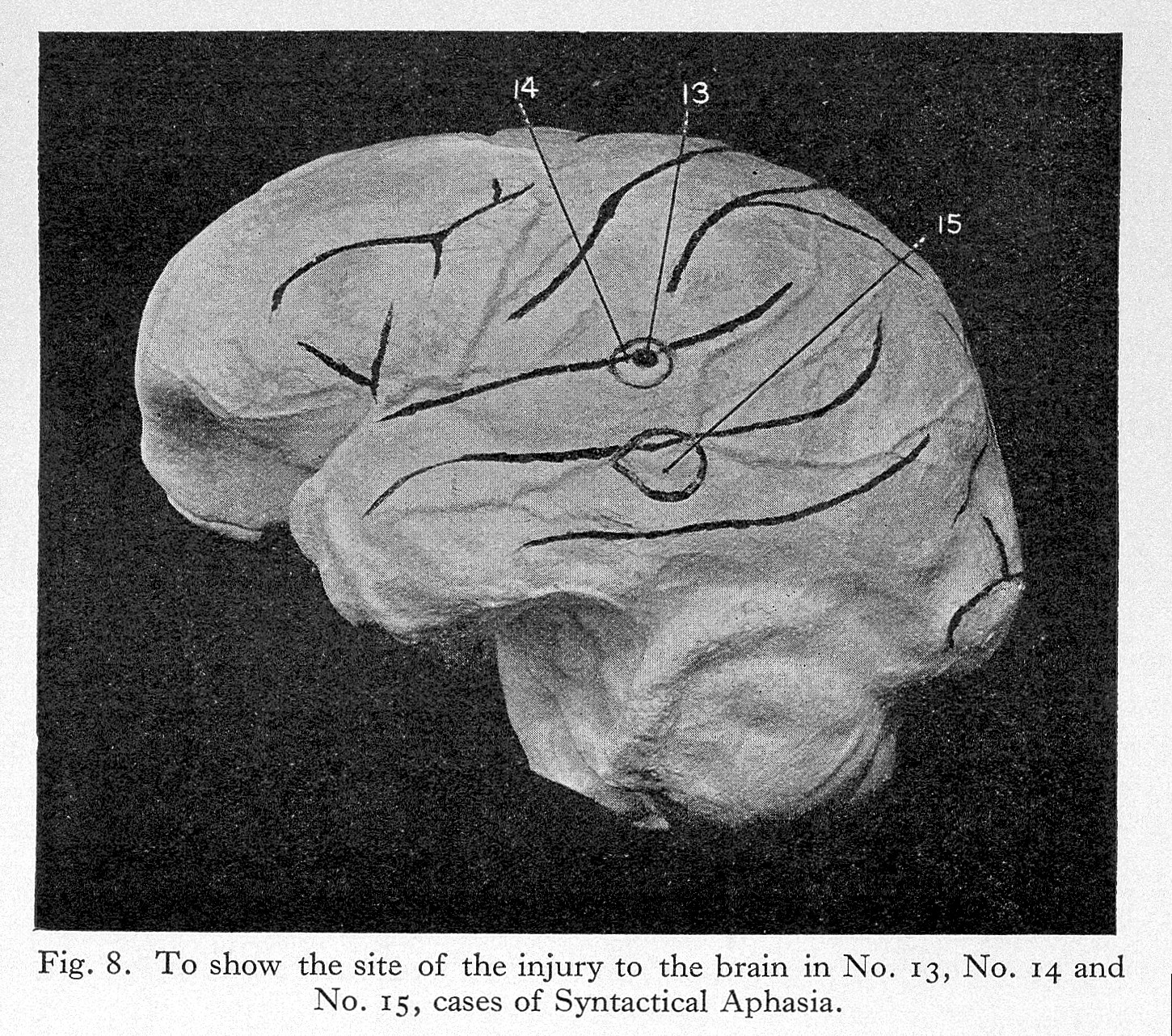
A lesão de qualquer desses centros de linguagem pode causar afasia nominal.

Afasia nominal (do grego aphasia, não fala e do latim nomina, nomes), anomia ou amnesia nominal (do grego mnesis, memória) é um tipo leve e fluente de afasia em que os indivíduos apresentam falhas na evocação de palavras previamente conhecidas, de modo que não podem expressar as palavras que desejam dizer (particularmente substantivos e verbos).
Anomia é um sintoma de déficit na linguagem expressiva. Esquecer palavras é comum em todas as formas de afasia, mas os pacientes cujo déficit primário é a recuperação de palavras são diagnosticados com afasia nominal.  Indivíduos com afasia que exibem anomia geralmente podem descrever um objeto, desenhá-lo ou usar gestos para demonstrar como o objeto é usado, mas não conseguem falar a palavra apropriada para designá-lo. Pacientes com afasia anômica normalmente têm fluência da fala, repetição, compreensão e fala gramaticalmente preservada.

## Causas
A anomia pode ser genética ou causada por danos a várias partes do lobo parietal ou lobo temporal, geralmente no hemisfério cerebral esquerdo, responsáveis pela evocação de palavras. O dano pode ser por acidente vascular cerebral, traumatismo cranioencefálico, tumor cerebral, hipóxia ou demência semântica (como Alzheimer).
Pacientes que sabiam previamente mais de um idioma podem esquecer apenas um deles e lembrar da palavra no outro. Assim se expressam misturando os dois idiomas, mesmo que sem intenção.